# 馬科夫斯科埃湖
馬科夫斯科埃湖是俄羅斯的湖泊，位於西西伯利亞平原東部，由克拉斯諾達爾邊疆區負責管轄，長20公里、寬15公里，面積163平方公里，海拔高度62米，湖水主要來自融雪和雨水。